# Vladimir-Suzdal
Vladimir-Suzdal var ett medeltida östslaviskt furstendöme i området mellan Volga, Oka och Norra Dvina. Det efterträdde Kievriket som den mäktigaste östslaviska staten under slutet av 1100-talet och bestod fram till sent 1300-tal. Riket låg till grund för det senare Storfurstendömet Moskva. Storfurstetiteln inrättades 1168 av Andrej Bogoljubskij, som även intog och plundrade Kiev. Storfurstendömet drabbades hårt av den mongoliska invasionen; Vladimir brändes ner 1238 och riket splittrades i elva mindre furstendömen. Rikets historiska centrum låg i städerna Rostov, Suzdal, Jaroslavl, Belozersk och Vladimir. Grundandet av städerna Pereslavl, Kostroma, Dmitrov, Moskva, Jurijev-Polskij, Uglitj och Tver tillskrivs fursten Jurij Dolgorukij.